# 北線
北線（英語：Northern Line）是倫敦地鐵的一條路線，大致以南北向貫穿倫敦市區，在地圖上以黑色標示。北線總共有52個車站（其中38個位於地底），路線全長 58 公里。每年總乘客人次超過2億5000萬，2010年前為倫敦地鐵各線之冠。
它是倫敦地鐵網絡一條結構較複雜的路線，分別在倫敦北部、市中心及南部各有兩條支線（北面的高巴尼特支線另有一條小分支），反映了其複雜的歷史。北線的核心部分：兩條中央支線和兩條北部支線的起始部分，是由兩家公司——城市及南倫敦鐵路公司以及查令十字、尤斯頓及漢普斯特德鐵路公司在 1890、1900 年代建造。兩家公司於 1913 年歸屬於同一所有者，並於 1920 年代實現了實體連接和營運合併，與此同時，埃奇韋爾和莫登支線的延線工程也已完成。 1930 年代和 1940 年代，北線接管了連接磨坊山東和高巴尼特的倫敦及東北鐵路支線，並將其電氣化。儘管在 1930 年代至 1970 年代期間，北城市線被冠以北線的品牌並成為北線的一部分運營，但與該線與北線實際上是兩條獨立運作、沒有互相連接的路線，而北線自1941年到2021年間的八十年裡均未再延伸。最新的延伸線是從肯寧頓到巴特西的第二條南部支線，於 2021 年 9 月 20 日開通。目前有將北線分成兩條獨立路線的倡議。
該線路的北部終點站均位於倫敦巴尼特區，分別是埃奇韋爾和高巴尼特；磨坊山東站是高巴尼特支線單站支線的終點站。兩條主要的北部支線向南延伸至卡姆登鎮，在該處匯合，兩條線路繼續延伸，一條途經倫敦西區的查令十字，另一條途經倫敦市的銀行站，然後在薩瑟克的肯寧頓匯合。在肯寧頓，北線再次分為兩條支線，分別通往南部的兩個終點站——位於默頓區的莫登和位於旺茲沃思的巴特錫發電站。
雖然路線以「北」為名，但它並不擁有倫敦地鐵系統最北端的車站，反而有最南端的車站。在倫敦地鐵網絡31個位於泰晤士河以南的車站中，北線佔了18個，亦為各線之冠。

## 歷史

### 形成

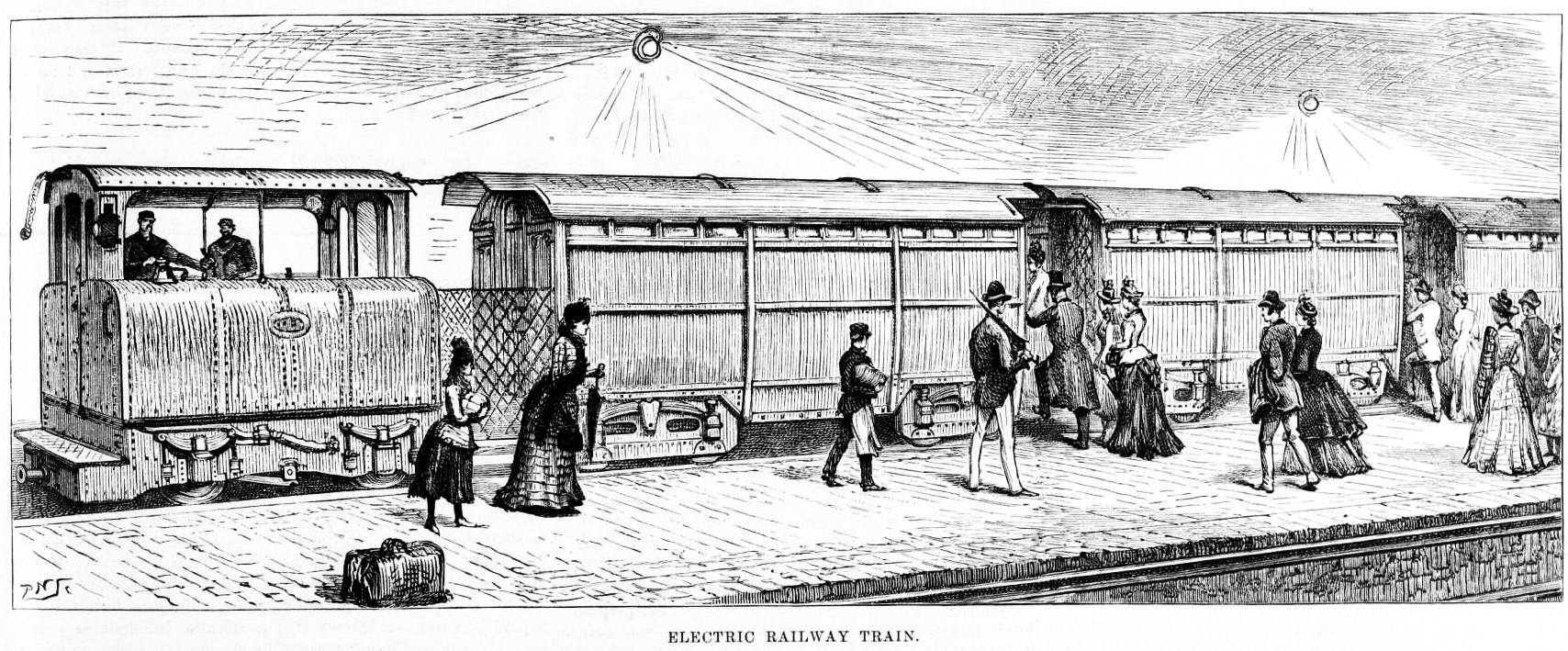
1890年時的城市及南倫敦鐵路列車

北線的核心部分是由兩家鐵路公司發展而來：城市及南倫敦鐵路（C&SLR）和查令十字、尤斯頓及漢普斯特德鐵路（CCE&HR）。
C&SLR 是倫敦第一條電力牽引的深層管線地鐵。它是在詹姆斯·亨利·格雷特黑德的監督下建造的，他曾與彼得·W·巴洛一起負責建設塔樓地鐵。這是第一條透過在地下深層鑽孔建造的地鐵線路，也是第一條採用電力牽引列車營運的地鐵線路。1890 年 11 月，該鐵路的首通段通車，南端總站在斯托克韋爾，北端總站是現已廢棄的威廉王街站。該站位置不便，也無法應付鐵路的交通，因此在 1900 年開通了一條途經銀行至沼澤門的新路線。至 1907 年，C&SLR 已從兩端進一步延伸，全線從克拉珀姆公園延伸至尤斯頓。
CCE&HR（俗稱「漢普斯特德地鐵」）於 1907 年開通，從查令十字（多年來該站被稱為河岸街）出發，途經尤斯頓站和位於卡姆登鎮的交匯處，到達格德斯綠地和拱門站（時稱高門站）。1914 年，該線向南延伸一站至堤岸站（時稱查令十字站），與貝克街及滑鐵盧鐵路和區域鐵路形成換乘站。1913 年，CCE&HR 的所有者倫敦地下電氣鐵路公司 (UERL) 接管了 C&SLR，但它們仍然是 UERL 屬下兩間獨立的子公司。

### 整合
1920 年代初期，鐵路公司進行了一系列工程，包括建造 C&SLR 和 CCE&HR 隧道的連絡線，以實現列車服務的綜合運作。第一條新隧道位於 C&SLR 的尤斯頓站和 CCE&HR 的卡姆登鎮站之間，最初於 1912 年規劃，但建設工程因第一次世界大戰而被推遲。該隧道後於 1922 年開始建造、 1924 年通車。連接 CCE&HR 的堤岸站和 C&SLR 的肯寧頓站的第二條線路於 1926 年開通。它在滑鐵盧設有中間站，以連接貝克盧線和當地的主線車站。 C&SLR 直徑較小的隧道也被擴大，以匹配 CCE&HR 和其他深管地鐵線的標準直徑。

### 延線
兩條鐵路在進行整合工程的同時，亦進行了兩次重大延伸：向北延伸至米德爾塞克斯的埃奇韋爾（現屬倫敦巴尼特區）、向南延伸至薩里郡的莫登（當時位於默頓和莫登市區，現屬倫敦默頓區）。

#### 埃奇韋爾支線
埃奇韋爾延伸線採用了 1901 年為埃奇韋爾及漢普斯特德鐵路 (E&HR)制定的計劃，該計劃由 UERL 的子公司倫敦電氣鐵路於 1912 年接管。它將 CCE&HR 線從格德斯綠地站分兩階段延伸至埃奇韋爾：1923 年延伸至亨頓中央站，1924 年延伸至埃奇韋爾站。該延線穿過開闊的鄉村，從格德斯綠地到布倫特部分大路段都在高架橋上，然後除了亨頓中心站以北的一條短隧道外，都在地面行駛。倫敦地鐵建築師事務所的時任負責人史丹利希普斯（Stanley Heaps）為延線上的五個新車站引入了亭樓式設計。該些車站刺激了隨後幾年倫敦郊區迅速向北擴張。

#### 莫登支線
從克拉珀姆公園到莫登的 C&SLR 南延線的工程要求更高；它通過隧道運行至莫登站以北，並於一個路塹中建造莫登站。然後，線路穿過寬闊的車站前院和車站外的公共道路到達車廠。該延線最初計劃途經未建的溫布頓和薩頓鐵路（UERL 持有該鐵路的股份）的部分線路，以進一步延伸至薩頓，但後來 UERL 與南部鐵路公司達成協議，將延線終止於莫登。南部鐵路公司於 1930 年代建造了從溫布頓經南默頓和聖赫利爾到薩頓的地面路線，但該線上的莫登南、聖赫利爾和西薩頓站均不在原本的 UERL 薩頓延線計劃中。南延線於 1926 年開通，共有 7 個新車站，全部由查爾斯·霍爾頓以現代風格設計。最初，史丹利·希普斯（Stanley Heaps）負責設計車站，但在看到設計圖後，弗蘭克·皮克（Frank Pick，UERL 助理聯合經理）決定讓霍爾頓接手這個項目。
除莫登和克拉珀姆南站有更多土地可用外，新車站均建在已開發區域主要道路交叉口的狹窄角落位置。霍爾頓充分利用了這個有限的空間，設計出了引人注目的建築。街道層的建築採用白色波特蘭石建造，配有雙層高的售票大廳，倫敦地鐵圓形標誌由大型玻璃螢幕上的彩色玻璃窗組成。玻璃窗周圍的石柱頂部有一個柱頭，呈三維圓形。入口上方的大面積玻璃確保售票大廳在夜間明亮通透，營造出一種溫馨的感覺。延線的第一個和最後一個新車站，克拉珀姆南站和莫登站，包含一排商店，並且設計有可在上面建造建築物的結構（就像許多早期的倫敦市中心車站一樣）。克拉珀姆南站上蓋在該站建成後不久就建造了一棟公寓大樓； 1960 年代，莫登站上蓋亦建造了一座辦公大樓。除莫登站本身外，南延線上的所有車站均為二級登錄建築。

### 大北部及城市鐵路
1933 年，當 UERL 和大都會鐵路合併至倫敦客運委員會時，大都會鐵路的子公司大北部及城市鐵路也作為北城市線被併入倫敦地鐵。該線從沼澤門站地下延伸至芬斯伯里公園。儘管北城市線從未與北線的其餘部分連接，北城市線被規劃在北部高地計劃落實後，成為北線的一部分運行。

### 命名
1933年倫敦客運委員會成立後，北線被稱為莫登－埃奇韋爾線，儘管人們也提出了一些其他名稱，例如“埃奇莫爾”、“莫登韋爾”、“梅奇韋”和“埃奇莫登”，這些名稱都與貝克街及滑鐵盧鐵路縮寫成“貝克盧”相似。該線最終於 1937 年 8 月 28 日起命名為北線，以反映北部高地計劃的建設。

### 北部高地計劃
1935 年 6 月，倫敦客運委員會宣布了新工程計劃。這是一項雄心勃勃的地鐵網絡擴展計劃，其中包括整合高門以北、穿過北部高地的多條既有倫敦及東北鐵路 (LNER) 支線。這些線路由埃奇韋爾、高門及倫敦鐵路公司 (EH&LR) 及其繼承者於 1860 - 70 年代修建，從芬斯伯里公園經高門到埃奇韋爾，並有通往亞歷山德拉宮和高巴尼特的支線。埃奇韋爾支線亦將從埃奇韋爾北延至布羅克利山、埃爾斯特里南和布希荒原，並在奧爾德納姆設立新的車廠。這條北延線的規劃源自尚未建成的沃特福德和埃奇韋爾鐵路 (W&ER)，使用早先購買 W&ER 時獲得的權利（W&ER 長期以來一直打算將 EH&LR 的埃奇韋爾支線延伸至沃特福德）。這也為未來進一步擴展至沃特福德提供潛力；布希鎮的規劃人員在布希村預留了空間作為未來的車站，而布希荒原站的設計亦經過多次修改，以確保延線在未來仍然可行。
該項目涉及地面線路（當時由蒸汽火車運營）的電氣化、芬奇利中央站至埃奇韋爾間的單線區段複線化、以及建設三段新的連接軌道：北城市線於芬斯伯里公園站地面連接通往高門站的地面鐵路；從拱門站往北延伸、通過高門站下方新的深層月台後接入通往埃奇韋爾及高巴尼特的鐵路；以及將 LNER 埃奇韋爾站前的一小段鐵路改道，使列車可以行駛至同名地鐵站。

#### 預期班次
繁忙時段的計劃服務模式為，卡姆登鎮以北的高巴尼特支線每小時會有 21 班列車，其中 14 班經查令十字支線，7 班經銀行支線。高巴尼特和埃奇韋爾支線各自有 7 班車經芬奇利中央及卡姆登鎮站南行。每小時將額外有七班列車從高巴尼特開出，但經高門站上層月台及芬斯伯里公園站後抵達沼澤門站，這是一條通往市區的較短路線。似乎並沒有計劃開通從埃奇韋爾經芬奇利中央前往前北城市線的直達列車。每小時有七班列車往返亞歷山德拉宮支線和沼澤門站，途經高門上層月台。除了所描述的 14 班直通列車外，北城市線每小時還會有 14 班四節車廂、往返芬斯伯里公園及沼澤門的列車服務。

#### 工程進度
該項工程始於 1930 年代末，到第二次世界大戰爆發時，各條延線都在積極推進。從拱門站向北的隧道工程已經完工，地面車站東芬奇利站重建完成後，倫敦地鐵於 1939 年 7 月 3 日開始提供通往該站的列車服務，但高門站尚未啟用。戰爭的爆發阻礙了進一步的進展；然而，由於取得了足夠的發展，東芬奇利以北的高巴尼特支線電氣化工程得以於繼續完成（地鐵服務於 1940 年 4 月 14 日從東芬奇利延伸至高巴尼特），高門站新的下層月台於 1941 年 1 月 19 日開通。為了服務磨坊山軍營，通往埃奇韋爾的 LNER 單線鐵路在戰時仍繼續施行由芬奇利中央、經多利斯溪高架橋到磨坊山東的電氣化工程。磨坊山東支線於 1941 年 5 月 18 日開通，自此北線的北部支線已全數完成。奧爾德納姆的新車廠已經建成，但於戰時被英國皇家空軍用於製造哈利法克斯轟炸機。北部高地計劃其他部分的工程則早已於 1939 年底暫停。
埃奇韋爾至布希荒原的延伸工程於 1939 年 6 月開工，包括建造高架橋和隧道，但戰爭爆發後工程停止了。戰爭結束後，埃奇韋爾以北的地區成為倫敦綠帶圈的一部分，這很大程度上阻止了該區預期的住宅開發，布希荒原對地鐵服務的潛在需求也因此消失。二戰後，英國鐵路的磨坊山和亞歷山德拉宮支線的乘客數量也下降了，因此對這些支線進行電氣化變得毫無意義。可用資金改為用於完成中央線東延線，布希荒原延線於 1949 年 9 月被正式擱置，而北部高地計劃其餘未完成部分亦於 1954 年 2 月 9 日被放棄。奧爾德納姆車廠被改建為巴士車廠。
獲實踐的高巴尼特支線為前往西區和倫敦市提供了便利的電氣列車服務。與此同時，亞歷山德拉宮支線仍通過蒸汽列車經由芬斯伯里公園開往國王十字車站，而沿線各站距離高門站的巴士車程又短，而當時汽車交通尚未完全普及，因此北線似乎對該支線的客量造成負面影響。亞歷山大德拉宮支線於 1954 年 7 月 3 日完全停止客運。 這與中央線埃平-昂格爾支線電氣化的決定形成了鮮明對比，埃平-翁格爾支線是新工程計劃的另一項殘餘，該線自 1957 年起由地鐵列車運行。高門站上層月台至芬斯伯里公園站之間的鐵路則被保留，用作將北城市線的倫敦地鐵列車由高門車廠運送至該線。此後由於沿線部分橋樑的狀況不佳，倫敦地鐵於1970年停止使用該段鐵路，其路軌隨後於 1972 年被移除。
德雷頓公園和芬斯伯里公園地面月台之間的連接線於 1976 年開通，當時北城市線不再屬於北線，並脫離倫敦地鐵、成為英國鐵路的一部分。

### 1990 年代的翻新及升級工程

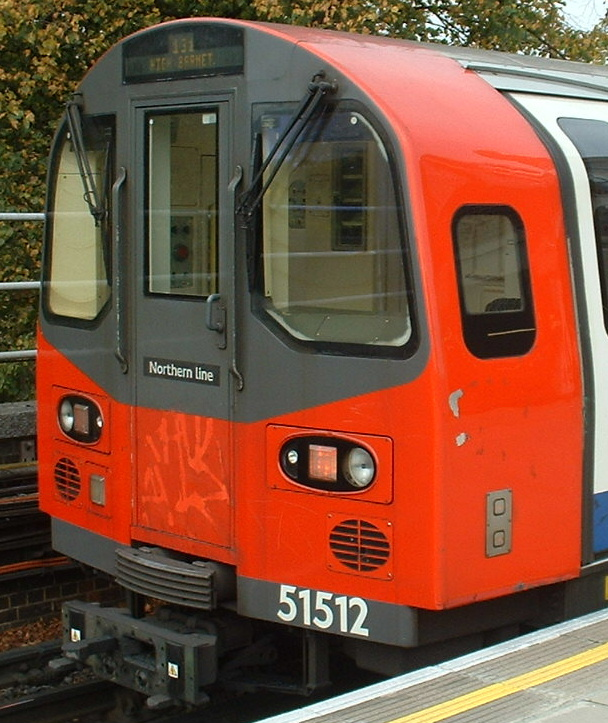
北線一列以高巴尼特站為目的地的倫敦地鐵1995年型列車

1980 年代，在潛在地鐵延伸項目審查中，曾有將北線向南延伸至佩卡姆的提議，但該建議並未獲採納。
1990 年代初，由於多年投資不足和使用老舊車輛，北線狀況每況愈下，其中大部分車輛可追溯到 1960 年代初。北線當時由於班次不穩，獲得了“苦難線”的綽號。1995 年，北線開始全面翻新，包括更換軌道、升級電力、對車站進行現代化改造（如莫寧頓街站），以及透過與阿爾斯通達成的公私合作協議用 1995 年型列車替換老舊的車輛。

## 近期發展
整個 2000 年代均沒有出現考慮延長北線的計劃，因為升級地鐵的公私合作協議中沒有包括路線延伸的規定。北線原計劃於 2012 年切換為列車自動運行，使用與銀禧線（2009 年起使用）和碼頭區輕便鐵路（已使用多年）相同的 SelTrac S40 訊號系統。最初，該訊號工程是繼銀禧線之後進行的，以參考安裝在銀禧線時取得的經驗，但銀禧線的訊號工程直到 2011 年春季才完工。北線的工程原本依合約規定將在 2012 年奧運會之前完工，後來改為由倫敦地鐵內部進行，倫敦交通局預測工程會於 2014 年底完成。北線西芬奇利至高巴尼特段於 2013 年 2 月 26 日轉換到新的信號系統，並於 2014 年 6 月 1 日實現全面自動化，其中查爾克農場經格德斯綠地至埃奇韋爾段是北線最後切換到列車自動運行系統的路段。
2018年1月，倫敦交通局宣布將把倫敦市中心區晚高峰服務的運行時間延長一倍，從而使下午 5 點至 7 點之間，中倫敦兩條支線和北部支線每小時有 24 班列車、肯寧頓至莫登段每小時有 30 班列車，以解決交通擁擠問題。

### 24小時通宵服務
北線原預計於 2015 年 9 月起運行通宵列車服務，但勞資糾紛延後了開通日期。自 2016 年 11 月 18 日起，北線逢週五和週六晚上提供通宵服務，列車從埃奇韋爾 / 高巴尼特經查令十字支線開往莫登；銀行支線不設通宵服務。莫登和卡姆登鎮之間每八分鐘有一趟火車，卡姆登鎮至埃奇韋爾 / 高巴尼特之間每 15 分鐘有一趟列車。

### 巴特西延線
2021 年 9 月，北線延長，以服務巴特西發電站的重建案。延線全長 3.2 公里，建設計畫耗資 12 億英鎊，部分資金由私人開發商提供，將查令十字鐵路支線從肯寧頓延伸至巴特西發電站，中途設九榆樹站一站。延線於 2010 年獲得旺茲沃思區議會的批准，並於 2014 年獲得倫敦交通局的批准，於 2015 年開始建設。隧道工程於 2017 年完工，延線於 2021 年 9 月 20 日通車。政府已為該線未來西延至克拉珀姆交匯站預留空間。

### 銀行站改善工程
為配合銀行及紀念碑站改善工程，銀行支線介乎肯寧頓至沼澤門站間一段自2022年1月15日暫時停駛，預計同年五月中恢復。2022 年 5 月 15 日，銀行站新的北線南行月台和大廳開放，這是該站擴建工程向公眾開放的第一部分。該站連接碼頭區輕便鐵路和北線的新自動扶梯、以及中央線和北線之間的自動人行道則分別於同年 10 月 13 日及 28 日開通。這些新的連接縮短了北線與其他路線的換乘時間，並擴大了該站的容量。

## 列車服務

### 繁忙時段
截至 2021 年 9 月，北線早繁南行班次（每小時）為：
- 4班 由埃奇韋爾至巴特西發電站（經查令十字）
- 2班 由埃奇韋爾至莫登（經查令十字）
- 12班 由埃奇韋爾至莫登（經銀行）
- 10班 由高巴尼特至巴特西發電站（經查令十字）
- 2班 由高巴尼特至莫登（經查令十字）
- 8班 由高巴尼特至莫登（經銀行）
- 2班 由磨坊山東至巴特西發電站（經查令十字）
- 2班 由磨坊山東至莫登（經銀行）

此服務模式在芬奇利中央和高巴尼特間提供每小時 20 班列車；在芬奇利中央和磨坊山東之間提供每小時 4 班列車；在肯寧頓和巴特西發電站之間提供每小時 16 班列車；肯寧頓至莫登之間、芬奇利中央至卡姆登鎮之間及埃奇韋爾支線提供每小時 24 班列車；銀行及查令十字支線各自提供每小時 22 班列車。

### 非繁忙時段
截至 2022 年 11 月，北線非繁忙時段的列車班次與繁忙時段相似，主要分別在於非繁忙時段不營運莫登經查令十字支線至北部各支線的列車。北線非繁南行班次（每小時）為：
- 10班 由埃奇韋爾至巴特西發電站（經查令十字）
- 10班 由埃奇韋爾至莫登（經銀行）
- 8班 由高巴尼特至巴特西發電站（經查令十字）
- 8班 由高巴尼特至莫登（經銀行）
- 2班 由磨坊山東至巴特西發電站（經查令十字）
- 2班 由磨坊山東至莫登（經銀行）

此服務模式在芬奇利中央和高巴尼特站之間提供每小時 16 班列車；在芬奇利中央站和磨坊山東站之間提供每小時 4 班列車；在北線其餘路段提供每小時 20 班列車。

### 通宵服務
自 2016 年 11 月 18 日起，北線逢週五和週六晚上提供通宵服務，列車從埃奇韋爾 / 高巴尼特經查令十字支線開往莫登；銀行、磨坊山東及巴特西支線不設通宵服務。 北線通宵南行班次（每小時）為：
- 4班 由高巴尼特至莫登（經查令十字）
- 4班 由埃奇韋爾至莫登（經查令十字）

## 車站列表
全線都位於大倫敦市
| 所屬 收費區  | 無障礙設施   | 中文站名           | 英文站名     | 轉乘路線 | 所在地       |
| 高巴尼特支線 | 高巴尼特支線 | 高巴尼特支線       | 高巴尼特支線 | 高巴尼特支線 | 高巴尼特支線 |
| ------------ | ------------ | ------------------ | ------------ | --- | ------------ |
| 5            | ✓            | 高巴尼特           |              | | 巴尼特區     |
| 4            |              | 托特里奇及惠特斯通 |              | | 巴尼特區     |
| 4            | ✓            | 伍德塞德公園       |              | | 巴尼特區     |
| 4            | ✓            | 西芬奇利           |              | | 巴尼特區     |
| 磨坊山支線   |              |                    |              | |              |
| 4            | ✓            | 磨坊山東           |              | | 巴尼特區     |
| 高巴尼特支線 |              |                    |              | |              |
| 4            | ✓            | 芬奇利中央         |              | | 巴尼特區     |
| 3            |              | 東芬奇利           |              | | 巴尼特區     |
| 3            |              | 高門               |              | | 哈林蓋區     |
| 2及3         |              | 拱門               |              | （站外轉乘：上霍洛威 福音橡至巴金線） | 伊斯靈頓區   |
| 2            |              | 圖夫尼爾公園       |              | | 伊斯靈頓區   |
| 2            |              | 肯蒂什鎮           |              | 泰晤士連線 （站外轉乘：肯蒂什鎮西 北倫敦線） | 卡姆登區     |
| 埃奇韋爾支線 |              |                    |              | |              |
| 5            | ✓            | 埃奇韋爾           |              | | 巴尼特區     |
| 4            |              | 焦橡               |              | | 巴尼特區     |
| 4            |              | 科林達             |              | | 巴尼特區     |
| 3及4         | ✓            | 亨頓中央           |              | | 巴尼特區     |
| 3            |              | 布倫特十字         |              | | 巴尼特區     |
| 3            | ✓            | 格德斯綠地         |              | | 巴尼特區     |
| 2及3         |              | 漢普斯特德         |              | | 卡姆登區     |
| 2            |              | 貝爾塞斯公園       |              | | 卡姆登區     |
| 2            |              | 查爾克農場         |              | | 卡姆登區     |
| 主線         |              |                    |              | |              |
| 2            |              | 卡姆登鎮           |              | （站外轉乘：卡姆登路 北倫敦線） | 卡姆登區     |
| 查令十字支線 |              |                    |              | |              |
| 2            |              | 莫寧頓街           |              | | 卡姆登區     |
| 1            |              | 尤斯頓             |              | 維多利亞線 （出閘轉乘： 沃特福德直流電鐵線、 西海岸主線） （站外轉乘：尤斯頓廣場 環線、 漢默史密斯及城市線、 大都會線）                                                                    | 卡姆登區     |
| 1            |              | 華倫街             |              | 維多利亞線 | 卡姆登區     |
| 1            |              | 古吉街             |              | | 卡姆登區     |
| 1            | ✓            | 托登罕宮路         |              | 中央線、 伊利沙伯線 | 卡姆登區     |
| 1            |              | 萊斯特廣場         |              | 皮卡迪利線 | 西敏市       |
| 1            |              | 查令十字           |              | 貝克盧線 （出閘轉乘：查令十字 ） | 西敏市       |
| 1            |              | 堤岸               |              | 貝克盧線、 環線、 區域線 （站外轉乘：查令十字 ） | 西敏市       |
| 1            |              | 滑鐵盧             |              | 貝克盧線、 銀禧線、 滑鐵盧及城市線 （出閘轉乘：滑鐵盧 ） | 蘭貝斯區     |
| 銀行支線     |              |                    |              | |              |
| 1            | ✓            | 國王十字聖潘克拉斯 |              | 環線、 漢默史密斯及城市線、 大都會線、 皮卡迪利線、 維多利亞線 （出閘轉乘：國王十字 、聖潘克拉斯 高速鐵路）                                                                                | 卡姆登區     |
| 1            |              | 天使               |              | | 伊斯靈頓區   |
| 1            |              | 老街               |              | 北城市線 | 伊斯靈頓區   |
| 1            |              | 沼澤門             |              | 環線、 漢默史密斯及城市線、 大都會線、 北城市線、 伊利沙伯線 （註：此站透過伊利沙伯線月台與利物浦街站相連，乘客因此毋須出閘即可到利物浦街站轉乘 中央線） （站外轉乘：利物浦街 李河谷線、） | 倫敦市       |
| 1            |              | 銀行               |              | 中央線、 滑鐵盧及城市線、 碼頭區輕便鐵路 （可透過站內通道至紀念碑站轉乘 環線、 區域線） （站外轉乘：坎農街、芬卓奇街 ）                                                                    | 倫敦市       |
| 1            | ✓            | 倫敦橋             |              | 銀禧線 （出閘轉乘：倫敦橋 ） | 南華克區     |
| 1            |              | 自治市             |              | | 南華克區     |
| 1及2         |              | 象堡               |              | 貝克盧線（站外換乘：象堡 泰晤士連線） | 南華克區     |
| 莫登支線     |              |                    |              | |              |
| 1及2         |              | 肯寧頓             |              | | 南華克區     |
| 2            |              | 橢圓               |              | | 蘭貝斯區     |
| 2            |              | 斯托克韋爾         |              | 維多利亞線 | 蘭貝斯區     |
| 2            |              | 克拉珀姆北         |              | （站外轉乘：克拉珀姆高街 南倫敦線） | 蘭貝斯區     |
| 2            |              | 克拉珀姆公園       |              | | 蘭貝斯區     |
| 2及3         |              | 克拉珀姆南         |              | | 旺茲沃思區   |
| 3            |              | 巴勒姆             |              | 布萊頓主線 | 旺茲沃思區   |
| 3            |              | 圖廳貝克           |              | | 旺茲沃思區   |
| 3            |              | 圖廳大道           |              | | 旺茲沃思區   |
| 3            |              | 科利爾斯伍德       |              | | 默頓區       |
| 3及4         |              | 南溫布頓           |              | （站外轉乘：莫登路 ，註：倫敦電車為獨立收費系統） | 默頓區       |
| 4            | ✓            | 莫登               |              | | 默頓區       |
| 巴特西支線   |              |                    |              | |              |
| 1            | ✓            | 九榆樹             |              | | 蘭貝斯區     |
| 1            | ✓            | 巴特西發電站       |              | （站外轉乘：巴特西公園 、女王鎮路 ） | 旺茲沃思區   |

## 基礎設施

### 列車車型

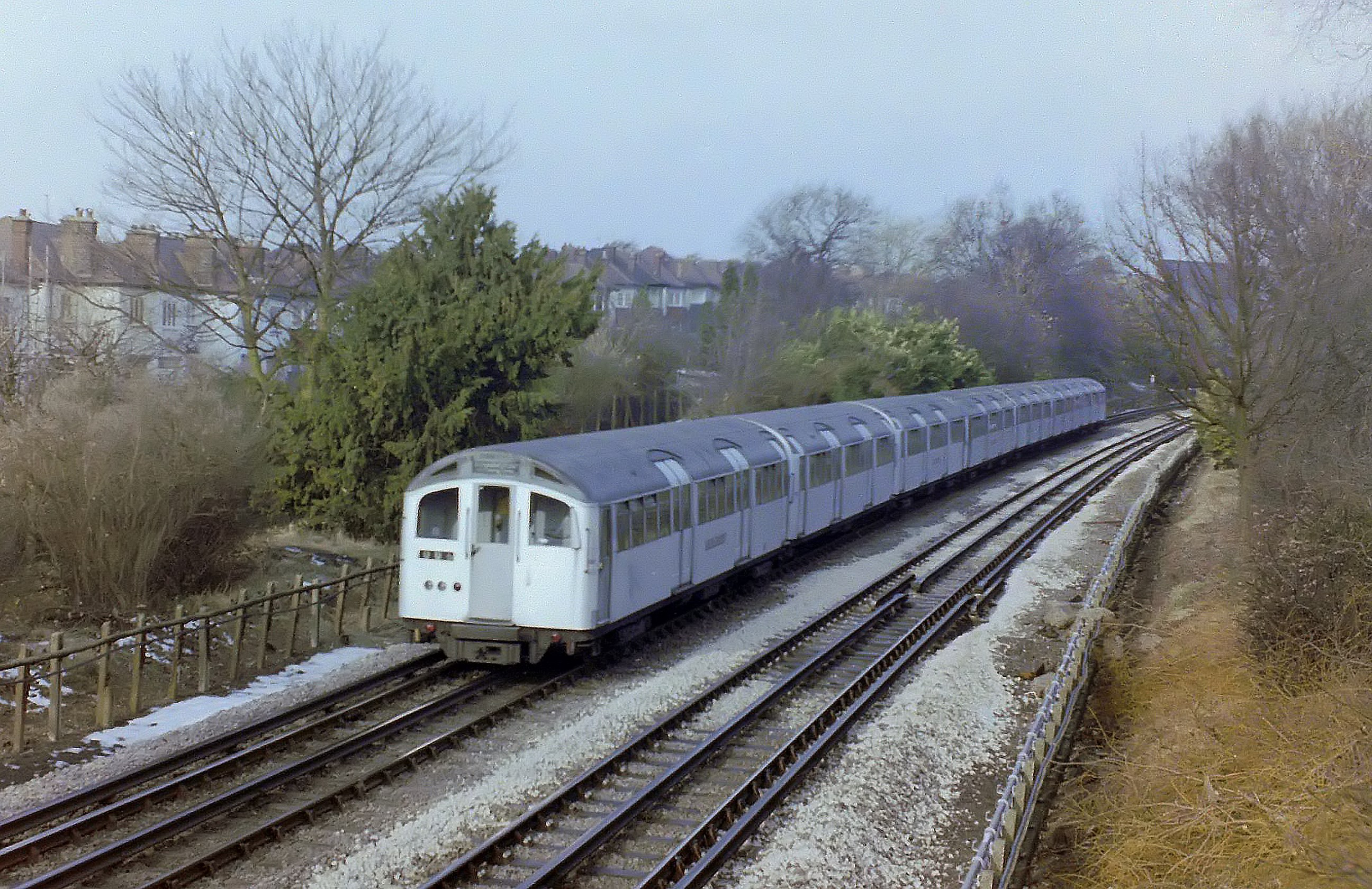
北線上的一列倫敦地鐵1959年型列車

查令十字、尤斯頓及漢普斯特德鐵路開通時，由倫敦地鐵1906年型列車營運。它被標準列車所取代，而標準列車又作為新工程計劃的一部分被 1938 年型列車所取代，後者隨後與相同的 1949 年型列車共同組成北線車隊。當皮卡迪利線於 20 世紀 70 年代延伸至希思羅機場時，其 1959 年型列車和 1956 年型列車（1959 年型列車的原型）列車被轉移到北線。由於 1956 年和 1959 年型列車不足以取代北線的 1938 年型列車車隊，因此用新建的 1972 年 Mark 1 型列車進行補充，這些列車同時為北線提供服務。 1972 年 Mark 2 型列車也曾在北線運行，直至轉入銀禧線；隨後它們被轉移到貝克盧線並繼續服役。 1995 年，少數 1956 年型列車被從中央線轉移的 1962 年型列車短暫取代，之後在 1998 年至 2000 年間，整個北線車隊都被 1995 年型列車取代。
如今，所有北線列車均採用 1995 年型列車，塗裝即倫敦地鐵標準的紅、白、藍三色。與其他深層線路一樣，這些列車是該系統使用的兩種載重軌距中較小的一種。 1995 年型列車配備自動公告和快速關門系統。如果北線分拆成兩條線的計劃得以實施（2018 年時計劃已被放棄，以專注於完成巴特西延線工程），倫敦交通局將為目前北線共 106 列列車的車隊增加 19 列新列車。

### 隧道
雖然倫敦地鐵另有兩條線路完全在地下運行（維多利亞線、滑鐵盧及城市線），但北線的不同尋常之處在於，它是一條服務於倫敦南部遠郊的深層地鐵線路，其莫登支線只有終點站位於地面上（即莫登站），而其餘部分都位於地下深處。通往莫登車廠的軌道也在地面上。部分原因是，莫登南延線並非透過接管既有地面線路來實現的，而中央線、銀禧線和皮卡迪利線等線路通常都是透過接管既有地面線路來延伸至郊區的。除了核心的中央地下隧道外，亨頓中央和科林達之間的部分路段也位於地下。由於自行車不允許進入隧道路段（即使該路段沒有車站），因為它們會妨礙疏散，因此自行車僅可於高巴尼特 - 東芬奇利段、磨坊山東支線、埃奇韋爾 - 科林達段和亨頓中央 - 格德斯綠地段通行。 這些允許自行車通行的路段也有時間限制，自行車只可於部分時段載上列車。
北線從莫登以北經銀行到東芬奇利的隧道全長 27.841 公里，是目前英國最長的鐵路隧道，亦一度是世界上最長的鐵路隧道（後來落成的鐵路隧道，如英法海底隧道，已比該隧道長）。

### 車廠
北線有四座車廠。主要的位於格德斯綠地，毗鄰格德斯綠地站，而第二個位於莫登，位於莫登站南側，是兩者中較大的一個。另外兩座分別位於埃奇韋爾和高門。高門車廠位於前倫敦及東北鐵路通往亞歷山德拉宮的支線上。斯托克韋爾最初亦有一個車廠，但已於 1915 年關閉。北線在高巴尼特有側線，可供列車過夜停放。

## 未來

### 分拆
自 2000 年代以來，倫敦交通局一直希望將北線分拆為兩條獨立的路線。目前，兩個中倫敦支線所運行的列車都會前往各北部 / 南部分支，這意味著尖峰時段每小時只有 24 趟列車可以通過每個中倫敦支線，因為由不周支線前往同一中倫敦支線的列車必須在卡姆登鎮和肯寧頓的交匯處互相等待。完全將路線分拆可使全線每小時有 36 列火車通行，運力增加約 25%。
倫敦交通局已在非繁忙時段將查令十字街和銀行分支分開；不過，繁忙時段每小時仍有四班列車經查令十字站往返於莫登站；前往埃奇韋爾和高巴尼特的北部支線必須等到卡姆登鎮站升級改造，以應對換乘乘客的數量後才能分開。巴特西延線已讓非繁忙時段服務查令十字街支線的列車均以巴特西發電廠為南端終點。
北線的擬議分拆將需要對卡姆登鎮站進行擴建和升級，因為該站在周末繁忙時段已經嚴重擁擠，分拆將增加希望在該站換乘的乘客數量。 2005 年，倫敦地鐵未能獲得卡姆登鎮站綜合升級計劃的規劃許可，該計劃將涉及拆除現有的車站入口和其他幾座地面建築，所有這些都位於保護區內。2013 年，倫敦交通局首次宣布了新的重建計劃，提議避開現有的車站入口和保護區，在北面修建第二個入口和換乘隧道，主要位於一所後來騰空的幼兒學校原址上。2018 年，由於倫敦交通局的財務狀況，升級和重建卡姆登鎮站的計劃被無限期擱置。倫敦交通局表示，截至 2024 年，他們仍然「渴望」分拆北線。另外亦有提議北線進行部分分拆，即所有從莫登出發的火車將途經銀行站，而從肯寧頓（或巴特西發電站）出發的列車將前往查令十字支線。高巴尼特和埃奇韋爾支線仍將有這兩條線路的列車服務。

## 事故及意外
2003 年 10 月，一列地鐵列車在卡姆登鎮出軌。雖然沒有人受傷，但道岔、號誌和車廂都遭到破壞。鑑於法院巷站在 2003 年初亦曾發生過脫軌事故，人們對地鐵的安全產生了擔憂。倫敦地鐵和其維護承包商 Tube Lines 聯合發布的報告認為，軌道幾何形狀不良是主要原因，因此新安裝的一組道岔上的條紋（划痕）產生的額外摩擦導致最後一節車廂的前輪爬上鋼軌並脫軌。脫軌現場的軌道形狀為急彎和狹窄的隧道洞，這使得透過提高一條軌道相對於另一條軌道的高度來使軌道傾斜的正常解決方案無法實現。
2010 年 8 月，一列有缺陷的軌道打磨機列車在無人駕駛的情況下行駛了 13 分鐘，並前進了四英里，導致查令十字支線服務中斷。打磨機列車故障後被拖回車廠。在拱門站，故障列車脫離拖車並無人駕駛，直到它在沃倫街站附近的斜坡上停了下來。這導致該支線早高峰服務暫停。所有客運列車均改道途經銀行分支，其中多列列車直到安全抵達該銀行分支才在車站停靠。